# Theodor Kleine
Theodor Kleine (né le 4 septembre 1924 et mort le 12 février 2014) est un kayakiste représentant l'Équipe unifiée d'Allemagne aux Jeux olympiques d'été de 1956. Il remporte la médaille d'argent dans l'épreuve du 10 000 mètres en kayak biplace.

## Palmarès

### Jeux olympiques
- Jeux olympiques de 1956 à Melbourne,  Australie
  -  Médaille d'argent